# Сулейменов Олжас Омарович
Олжа́с Омарович Сулейме́нов (каз. Олжас Омарұлы Сүлейменов *18 травня 1936, Алмати) — радянський казахський російськомовний поет, казахський політик, активіст антинуклеарного руху, мовознавець-тюрколог.
Після закінчення школи 1954 року вступив на геологорозвідувальний факультет Казахського державного університету, закінчив його 1959 року за спеціальністю інженер-геолог. Останні роки навчання поєднував із роботою в геологорозвідувальних партіях. Літературною діяльністю зайнявся 1955 року.
1958 року вступив до Літературного інституту ім. Горького на відділення поетичного перекладу, котрий закінчив 1961 року.
З 1989 року займав різні політичні посади Казахської РСР та Республіки Казахстан.

## «Аз і Я»
В 1960-ті —1970-ті роки опублікував ряд книг з історії стародавньої Русі та її зв'язків з кочовими народами Азії. В 1975 році видав книгу «Аз і Я», в якій виклав оригінальні та переконливі докази наявності в «Слові о полку Ігоревім» численних тюркізмів, на основі яких навів більш точне трактування окремих місць «Слова».
Президент Міжнародної літературно-мистецької Академії України Сергій Дзюба вважає дослідження «Слова о полку Ігоревім» сенсаційним, адже казахський вчений 
| «відновив справжній зміст славетної літературної пам'ятки, що суперечило офіційній версії радянського літературознавства, яке трактувало половців запеклими ворогами русичів… Свого часу кочівники-половці справді здійснювали набіги на Русь, але згодом тривалий час вони жили в мирі й злагоді, наприклад, із Чернігівським князівством; селилися тут, а багато хто, зокрема і зі знатних, ханських родів, породичався з нашими предками та князівськими родинами… Тому дехто з сучасних українських дослідників навіть говорить про існування такої собі чернігівсько-половецької конфедерації, коли наші сіверяни та половці, у разі небезпеки, вчасно приходили один одному на допомогу, й отаке об'єднання становило велику та потужну військову силу, нездоланну для ворогів». У березні 2018 Сулейменов став лауреатом Міжнародної літературної премії імені Миколи Гоголя «Тріумф»[6]. |

## «Мова письма»
1998 р. в Римі видано «книгу життя» цього автора — «Мова письма», в якій автор розглядає етимологію багатьох слів і понять в різних, на перший погляд, неспоріднених мовах, зв'язки між первинними та похідними значеннями багатьох ключових слів. Велику увагу у виданні приділено дослідженням слів і назв, пов'язаних з людиною, її господарством, явищами природи. Проведено унікальний аналіз ієрогліфів.
2006 року вийшов український переклад цієї книги.

## Збірники віршів
- «Земля, поклонись человеку!» (1961, премія ЦК комсомолу Казахстану)
- «Аргамаки», 1961.
- «Солнечные ночи», 1962.
- «Ночь-парижанка», 1963 (премія ЦК комсомолу Казахстану)
- «Доброе время восхода», 1964 (премія ЦК ВЛКСМ, 1967)
- «Год обезьяны» (книга віршів), 1967.
- «Глиняная книга» (поема), 1969.
- «Над белыми реками» (вірші та проза), 1970.
- «Круглая звезда» (вірші), 1975.

## Книги українською мовою
- Сулейменов О. С. Мова письма: погляд в доісторію — про походження писемности і мови малого людства / О. Сулейменов. — К. : Юніверс, 2006. — 480 с.
- Сулейменов О. С. Тюрки в доісторії: про походження давньотюркського письма / Олжас Омарович Сулейменов ; [пер. з рос. І. Римарука та Л. Андрієвської]. — К. : Дніпро, 2008. — 384 с.
- Сулейменов О. Аз і Я. Книга добромисного читача. — К. : Видавництво Жупанського, 2009. — 339 с.

## Інтернет-ресурси
- МОСКОВІЯ ЦЕ НЕ РУСЬ: ПОГЛЯД З КАЗАХСТАНУ